# L'alieno 2
L'alieno 2 è un film del 1993, diretto dal regista Seth Pinsker. È il seguito di L'alieno (1987) di Jack Sholder.

## Trama
L'alieno invasore prima di morire ha deposto delle uova che si sono schiuse.  Alhague ancora dentro al corpo di Thomas Beck deve dare la caccia a questi nuovi alieni assassini con l'aiuto della figlia di Beck, adesso poliziotta ed un nuovo cacciatore alieno.